# Campionat del món de ciclisme en pista de 1950
El Campionat Mundial de Ciclisme en Pista de 1950 es va celebrar a Rocourt (Bèlgica) a l'agost de 1950.
Les competicions es van celebrar al Stade Vélodrome de Rocourt. En total es va competir en 5 disciplines, 3 de professionals i 2 d'amateurs.

## Resultats

### Masculí

#### Professional
| Prova                 | Or                           | Argent                         | Bronze                        |
| Velocitat individual  | Reginald Harris · Regne Unit | Arie van Vliet · Països Baixos | Jan Derksen · Països Baixos   |
| Persecució individual | Antonio Bevilacqua · Itàlia  | Wim van Est · Països Baixos    | Paul Matteoli · França        |
| Darrere moto          | Raoul Lesueur · França       | Jan Pronk · Països Baixos      | Georges Sérès junior · França |

#### Amateur
| Prova                 | Or                           | Argent                | Bronze                                 |
| Velocitat individual  | Maurice Verdeun · França     | Pierre Even · França  | Johannes Hijzelendoorn · Països Baixos |
| Persecució individual | Sydney Patterson · Austràlia | Aldo Gandini · Itàlia | Guido Messina · Itàlia                 |

## Medaller
| Pos. | País          | Or | Plata | Bronze | Total |
| 1    | França        | 2  | 1     | 2      | 5     |
| 2    | Itàlia        | 1  | 1     | 1      | 3     |
| 3    | Austràlia     | 1  | 0     | 0      | 1     |
| -    | Regne Unit    | 1  | 0     | 0      | 1     |
| 5    | Països Baixos | 0  | 3     | 2      | 5     |